# Ofensiva de Huesca
A Ofensiva de Huesca foi uma malfadada operação executada durante a Guerra Civil Espanhola, pelos Republicanos, em Junho de 1937, a fim de tomar a cidade aragonesa de Huesca. O escritor e comandante comunista húngaro Máté Zalka foi morto no curso da ofensiva.

## Antecedentes
Em Abril de 1937, os Nacionalistas começaram uma ofensiva contra a Província de Biscaia, e no final de Maio alcançaram o lado oriental das defesas de Bilbao. O  governo republicano decidiu lançar duas ofensivas de diversão uma em Aragão e outra na frente de Madrid, a fim de desviar as tropas Nacionalistas.

## A Ofensiva
O governo Republicano decidiu lançar um ataque contra a cidade de Huesca controlada pelos nacionalista. Após as Jornadas de Maio, as forças Republicanas na frente de Aragão tinham sido reorganizadas e o governo Republicano estabeleceu um novo Exército do Oriente. Esta força, sob o comando do General Pozas, foi reforçada com a XII Brigada Internacional, liderada pelo General Lukacs e outras quatro brigadas da frente central. As forças Republicanas eram em maior número que as forças Nacionalistas em Huesca, mas as tropas Nacionalistas estavam bem entrincheiradas tendo mais artilharia e apoio blindado.
O ataque contra Huesca começou em 12 de Junho, liderado por Lukács. As tropas Republicanas atacando em campo aberto, desprovido de árvores e rochas, cuja única proteção eram alguns arbustos que mal chegavam aos joelhos dos soldados, foram dizimadas pelas metralhadoras e artilharia dos Nacionalistas que se encontravam bem entrincheirados. No mesmo dia, Lukács foi atingido pela artilharia Nacionalista morrendo pouco depois. Em 16 de Junho, as tropas Republicanas atacaram as aldeias de Alerre e Chimillas mas sob intenso fogo inimigo tiveram que suspender o assalto. Em 19 de Junho, os Nacionalistas entraram em Bilbau e a ofensiva foi cancelada, depois de dois dias de assaltos falhados pelos Republicanos.

## Consequencias
As tropas Republicanas tiveram pesadas baixas (de acordo com Beevor, 9000), principalmente anarquistas e membros do POUM. A ofensiva logo após as recentes Jornadas de Maio em Barcelona, aumentou o derrotismo e as suspeitas entre as tropas Republicanas em Aragão de que a ofensiva, comandadas pelos oficiais superiores comunistas não fora bem planeada.